# FC Dallas
Der Football Club Dallas 1996, kurz FC Dallas, ist ein Franchise der Profifußball-Liga Major League Soccer (MLS) aus Frisco, Texas, einem Vorort von Dallas. Das Franchise wurde 1996 als Dallas Burn SC gegründet und nahm in der MLS-Premierensaison 1996 den Spielbetrieb auf.
Der erste Titel wurde 1997 errungen, als die Mannschaft den Lamar Hunt U.S. Open Cup gewann. Dieses konnte 2016 wiederholt werden. Seit 2005 spielt das Team im Toyota Stadium. Besitzer des Franchise ist seit 2003 Clark Hunt, welchem auch die Columbus Crew und das NFL-Team Kansas City Chiefs gehört.

## Geschichte

### Dallas Burn SC: 1996–2005
Am 6. Juni 1995 wurde Dallas Teil der Major League Soccer. Daraus entstand das Team Dallas Burn SC, welches sich am 17. Oktober 1995 zum ersten Mal der Öffentlichkeit präsentierte.
Am 14. April 1996 gab die Mannschaft ihr Debüt in der Major League Soccer. Sie besiegten San Jose Clash im damaligen Heimstadion Cotton Bowl. 27.779 sahen dieses Spiel. Der ehemalige Fußballtorhüter und einer der Wegbereiter der MLS, Dave Dir, wurde erster Trainer von Dallas. Die Mannschaft erreichte den 2. Platz in der Western Conference. In den Play-offs konnte Burns das Conference-Finale erreichen, mussten sich dort aber Los Angeles Galaxy geschlagen geben.
1997 gewann das Franchise den Lamar Hunt U.S. Open Cup. Sie bezwangen DC United mit 5:3 nach Elfmeterschießen. In der Liga erreichte die Mannschaft den 3. Platz in der Western Conference und traf in den Play-offs wiederum auf Los Angeles Galaxy, die allerdings diesmal bezwungen werden konnten. Im Halbfinale war allerdings Schluss. Die Colorado Rapids gewannen mit insgesamt 3:1.
Dallas Burn schaffte es bis auf die Spielzeiten 2003 und 2004 sich immer wieder für die Play-offs zu qualifizieren.
2002 zog das Team in das Dragon Stadium in Southlake um, da das Cotton Bowl renoviert wurde. Dieser Wechsel kam bei den Fans nicht gut an, da das Dragon Stadium einen Kunstrasen mit permanenten Linien für American Football hat. Nach Abschluss der Renovierungen kehrte das Franchise 2004 in das Cotton Bowl zurück.

### FC Dallas: 2006–heute
2005 wurde schließlich der Pizza Hut Park (aktueller Name Toyota Stadium) eröffnet. Hierbei handelt es sich um fußballspezifisches Stadion, das sich der Verein mit lokalen High-School-Footballmannschaften teilt. Um den Umzug zu feiern gab sich das Franchise mit FC Dallas einen fußballtypischen Namen.
In den folgenden drei Spielzeiten erreichte die Mannschaft immer das Viertelfinale der Play-offs. 2006 erreichte Dallas den ersten Platz in der Western Conference, konnte aber den Titel MLS Supporters’ Shield als punktbeste Mannschaft der Regular Season nicht erreichen. 2005 und 2007 stand die Mannschaft auch im Finale des US Open Cups.
Die Saisons 2008 und 2009 waren weniger erfolgreich. Die Play-offs konnten nicht erreicht werden und als Reaktion darauf wurde der bisherige Trainer Steve Morrow am Ende der Saison 2008 entlassen. Schellas Hyndman wurde Anfang der Saison 2009 verpflichtet und führte die Mannschaft 2010 in das Finale der Play-offs. Diese Spielzeit war bislang die erfolgreichste.
Am Ende der Saison 2013 trat Schellas Hyndman als Trainer zurück. Grund hierfür war die anhaltende Erfolglosigkeit der Mannschaft, die 2012 und 2013 nicht die Play-offs erreichen konnte.
Unter Oscar Pareja entwickelte sich die Mannschaft zum besseren und erreichte in der Saison 2014 nach 2011 wieder die Play-offs. 2015 gewann Dallas die Western Conference in der Regular Season und erreichte das Halbfinale, die sogenannten Conference Finals, in den Play-offs. Auch 2016 konnte man die Regular Season als beste Mannschaft in der Western Conference und sogar als beste Mannschaft der ganzen Saison abschließen. FC Dallas gewann zum ersten Mal den MLS Supporters’ Shield als beste Mannschaft der Regular Season. Bereits vorher gewann die Mannschaft den Pokaltitel des Lamar Hunt U.S. Open Cups.

## Farben und Wappen
Die Farben vom Dallas Burn SC waren rot und schwarz. Das Wappen bestand aus einem Pferd, welches Feuer spuckt und den Schriftzug BURN darunter trägt. 2006 wurden der Teamname und die Farben geändert. Der FC Dallas spielt nun in den Farben rot, blau, silber und weiß. Auch das Logo wurde neu konzipiert. Es enthält jetzt die neuen Farben und ein Stier ist in der Mitte zu finden.

## Stadion
- Cotton Bowl; Dallas, Texas (1996–2002, 2004–2005)
- Old Panther Field; Duncanville, Texas (1999, 2001, 2004) 3 Spiele im US Open Cup
- Dragon Stadium; Southlake, Texas (2003)
- Stadion an der University of Texas at Dallas; Dallas, Texas (2005) 1 Spiel im US Open Cup
- Toyota Stadium; Frisco, Texas (2005– )

Von 1996 bis 2002 spielte die Mannschaft in dem 92.100 Zuschauer fassenden Cotton Bowl in Dallas. Um Geld zu sparen, wechselte Dallas 2003 in das Dragon Stadium nach Southlake. In dem Highschool-Stadion wurden alle Heimspiele der Saison 2003 ausgetragen. Nach Fanprotesten wechselte die Mannschaft erneut ins Cotton Bowl. Ein weiter Grund hierfür war auch das Alkoholausschankverbot, welches an einer öffentlichen Highschool gilt.
Seit August 2005 spielt der FC Dallas im Toyota Stadium, welches sich in Frisco befindet.

## Fans und Rivalen

### Fangruppierungen
Die größte Fangruppierung ist die „Hoops Nation“ bzw. „FCD Nation“ (seit 2009). Gegründet wurde diese Vereinigung während der MLS Play-offs 2006. Die Nation ist der einzig offiziell anerkannte Fanklub des Franchises. Die Mitglieder haben Anspruch auf günstigere Eintrittskarten und sonstige Leistungen. Eine weitere Fangruppierung ist die 1996 entstandene „Inferno“. Diese hat eine Kooperation mit der FCD Nation und dessen Mitglieder profitieren ebenfalls von Leistungen des FC Dallas gegenüber seinen Fans.
Andere aktive Fangruppierungen sind die „La Raza Latina“ und „El Matador“.

### Rivalitäten
Wichtigster Rivale des FC Dallas ist Chicago Fire. Seit 2001 wird zwischen diesen Teams der Brimstone Cup ausgespielt. Dieser Wettbewerb wurde von den Fans beider Mannschaften ins Leben gerufen. Sieger ist die Mannschaft, die den direkten Vergleich im Laufe der Regular Season gewinnt. Seit der Saison 2006 existiert mit Houston Dynamo ein weiteres MLS-Team im Staat Texas.

## Organisation und Sponsoren

### Organisation
Besitzer des FC Dallas ist Clark Hunt, dessen Vater Lamar Hunt 2003 die Rechte an dem Franchise Dallas Burn gekauft hatte. Vorher wurde Dallas von der Major League Soccer direkt verwaltet. Präsident und Chief Executive Officer ist Doug Quinn. Dieser wird von den Vize-Präsidenten Kelly Weller (Marketing, Communications & Strategic Planning), Jimmy Smith (Finanzen) und Matt McInnis (Business Development & Partnership Marketing) unterstützt.

### Sponsoren
Trikotsponsor des FC Dallas ist AdvoCare, ein amerikanischer Nahrungsmittel-Hersteller. Weitere Sponsoren sind Budweiser, die Dr Pepper Snapple Group und The Dallas Morning News.

## Medien
Alle Spiele des FC Dallas werden über die Fernsehstationen FSN Southwest und KFWD übertragen. Hier werden die Spiele von den beiden ehemaligen Dallas Spielern Bobby Rhine und Steve Jolley kommentiert.
Im Radio werden die Spiele bei den Sendern WBAP, in englischer Sprache, und bei 1540 ESPN Deportes (Spanisch) übertragen.

## Jugend und Entwicklung
Die Jugend- und Entwicklungsarbeit wird beim FC Dallas in der FC Dallas Academy organisiert. Die U-16 und U-18 Mannschaften spielen in den Ligen der U.S. Soccer Development Academy. Die übrigen Jugendmannschaften, ab der U-7, tragen ihre Spiele in regionalen Ligen aus. Über die beiden Programme FCDY SELECT SOCCER U11-U19 und FCD JUNIOR SOCCER U7-U10 werden Spieler ausgebildet und gefördert. Die Academy stellt sowohl Jungen, als auch Mädchenmannschaften.
Seit 2014 gibt es eine Frauenfußballmannschaft, die FC Dallas U23, die in der Elite Clubs National League für U23 Mannschaften spielt.
Seit 2019 unterhält der FC Dallas mit dem North Texas SC ein Farmteam in der USL League One.

## Spieler und Mitarbeiter

### Aktueller Profikader
Stand: 25. Dezember 2022
| Nr. |                         | Position | Name                       |
| --- | ----------------------- | -------- | -------------------------- |
| 1   | Vereinigte Staaten      | TW       | Jimmy Maurer               |
| 2   | Vereinigte Staaten      | AB       | Eddie Munjoma              |
| 3   | Spanien                 | AB       | José Antonio Martínez (IP) |
| 4   | Vereinigte Staaten      | AB       | Marco Farfán (HGP)         |
| 5   | Argentinien             | MF       | Facundo Quignón (IP)       |
| 6   | Vereinigte Staaten      | MF       | Edwin Cerrillo (HGP)       |
| 7   | Vereinigte Staaten      | ST       | Paul Arriola (HGP)         |
| 8   | Kolumbien               | ST       | Jáder Obrian (IP)          |
| 10  | Vereinigte Staaten      | ST       | Jesús Ferreira (DP)        |
| 12  | Vereinigte Staaten      | MF       | Sebastian Lletget          |
| 14  | Bosnien und Herzegowina | ST       | Beni Redžić                |
| 15  | Vereinigte Staaten      | AB       | Isaiah Parker (GA)         |
| 16  | Sudafrika               | MF       | Tsiki Ntsabeleng           |
| 17  | Vereinigte Staaten      | AB       | Nkosi Tafari               |
| 18  | Vereinigte Staaten      | MF       | Brandon Servania (HGP)     |
| 19  | Vereinigte Staaten      | MF       | Paxton Pomykal (HGP)       |
| 20  | Argentinien             | ST       | Alan Velasco (IP, YDP)     |

| Nr. |                    | Position | Name                 |
| --- | ------------------ | -------- | -------------------- |
| 21  | Vereinigte Staaten | ST       | Kalil ElMedkhar      |
| 22  | Ghana              | AB       | Ema Twumasi (GA)     |
| 23  | Vereinigte Staaten | MF       | Thomas Roberts       |
| 25  | Vereinigte Staaten | AB       | Colin Smith (HGP)    |
| 26  | Vereinigte Staaten | AB       | Lucas Bartlett       |
| 28  | Ecuador            | AB       | Joshué Quiñónez      |
| 29  | Argentinien        | ST       | Franco Jara (IP, DP) |
| 30  | Niederlande        | TW       | Maarten Paes (IP)    |
| 31  | Guinea-Bissau      | AB       | Nanu                 |
| 77  | Tansania           | ST       | Bernard Kamungo      |
| -   | Jamaika            | MF       | Kameron Lacey        |
| -   | Vereinigte Staaten | MF       | Nicky Hernandez      |
| -   | Vereinigte Staaten | TW       | Antonio Carrera      |
| -   | Vereinigte Staaten | AB       | Nolan Norris         |
| -   | Vereinigte Staaten | ST       | Tarik Scott          |
| -   | Vereinigte Staaten | ST       | Herbert Endeley      |

### Trainerstab
Stand: 3. April 2019
- Luchi Gonzalez (Trainer)
- Peter Luccin (Assistenztrainer)
- Mikey Varas (Assistenztrainer)
- Drew Keeshan (Torwarttrainer)
- Andre Zanotta (Technischer Direktor)
- Marco Ferruzzi (Director of Soccer Operations)

### Bisherige Trainer
- Dave Dir (1996–2000)
- Mike Jeffries (2001–2003)
- Colin Clarke (2003–2006)
- Steve Morrow (2006–2008)
- Marco Ferruzzi (2008) (interim)
- Schellas Hyndman (2008–2013)
- Óscar Pareja (2014–2018)

## Eigentümer
- Major League Soccer (1996–2002)
- Hunt Sports Group (2003–)

## Erfolge
- MLS Cup
  - Finale (1): 2010

- MLS Supporters’ Shield
  - Sieger: 2016

- MLS Western Conference
  - Sieger (Regular Season) (1): 2006, 2015, 2016
  - Sieger (Play-off) (1): 2010

- Lamar Hunt U.S. Open Cup
  - Sieger (2): 1997, 2016
  - Finale (2): 2005, 2007

- weitere Erfolge
  - Brimstone Cup (7): 2002, 2004, 2005, 2006, 2007, 2008, 2010
  - Texas Derby (2): 2008, 2010
  - Lamar Hunt Pioneer Cup (1): 2010

## Statistiken

### Saisonbilanz
| Saison         | Regular Season     | Play-offs             | Lamar Hunt U.S. Open Cup | CONCACAF Champions League |
| -------------- | ------------------ | --------------------- | ------------------------ | ------------------------- |
| Dallas Burn SC |                    |                       |                          |                           |
| 1996           | 2. Platz (West)    | Viertelfinale         | Halbfinale               | nicht qualifiziert        |
| 1997           | 3. Platz (West)    | Halbfinale            | Sieger                   | nicht qualifiziert        |
| 1998           | 4. Platz (West)    | Viertelfinale         | Halbfinale               | nicht qualifiziert        |
| 1999           | 2. Platz (West)    | Halbfinale            | Viertelfinale            | nicht qualifiziert        |
| 2000           | 3. Platz (Central) | Viertelfinale         | Viertelfinale            | nicht qualifiziert        |
| 2001           | 3. Platz (Central) | Viertelfinale         | Runde der letzten 32     | nicht ausgetragen         |
| 2002           | 3. Platz (West)    | Viertelfinale         | Halbfinale               | nicht qualifiziert        |
| 2003           | 5. Platz (West)    | nicht qualifiziert    | Achtelfinale             | nicht qualifiziert        |
| 2004           | 5. Platz (West)    | nicht qualifiziert    | Viertelfinale            | nicht qualifiziert        |
| 2005           | 2. Platz (West)    | Viertelfinale         | Finale                   | nicht qualifiziert        |
| FC Dallas      |                    |                       |                          |                           |
| 2006           | 1. Platz (West)    | Viertelfinale         | Viertelfinale            | nicht qualifiziert        |
| 2007           | 3. Platz (West)    | Viertelfinale         | Finale                   | nicht qualifiziert        |
| 2008           | 5. Platz (West)    | nicht qualifiziert    | Viertelfinale            | nicht qualifiziert        |
| 2009           | 7. Platz (West)    | nicht qualifiziert    | 1. Qualifikationsrunde   | nicht qualifiziert        |
| 2010           | 3. Platz (West)    | Finale                | 2. Qualifikationsrunde   | nicht qualifiziert        |
| 2011           | 4. Platz (West)    | Wildcard Series       | Halbfinale               | nicht qualifiziert        |
| 2012           | 6. Platz (West)    | nicht qualifiziert    | 3. Runde                 | Gruppenphase              |
| 2013           | 8. Platz (West)    | nicht qualifiziert    | Viertelfinale            | nicht qualifiziert        |
| 2014           | 4. Platz (West)    | Conference Halbfinale | Halbfinale               | nicht qualifiziert        |
| 2015           | 1. Platz (West)    | Conference-Finale     | Achtelfinale             | nicht qualifiziert        |
| 2016           | 1. Platz (West)    | Conference Halbfinale | Sieger                   | nicht qualifiziert        |
| 2017           | 7. Platz (West)    | nicht qualifiziert    | Viertelfinale            | Halbfinale                |

1. ↑  Seit 2002 beginnt der Wettbewerb jeweils im Herbst des vorherigen Jahres. Bis 2008 unter dem Namen CONCACAF Champions' Cup.

### Besucherschnitt
Regular Season / Play-offs
- 1996: 16.011[11] / 9.963[8]
- 1997: 9.678[12] / 9.312[8]
- 1998: 10.948[13] / 8.130[8]
- 1999: 12.211[14] / 10.988[8]
- 2000: 13.102[15] / 7.555[8]
- 2001: 12.574[16] / 17.149[8]
- 2002: 13.122[17] / 7.184[8]
- 2003: 7.906[18] / nicht qualifiziert
- 2004: 9.088[19] / nicht qualifiziert
- 2005: 11.189[20] / 10.104[8]
- 2006: 14.982[21] / 15.486[8]
- 2007: 15.145[22] / 12.537[8]
- 2008: 13.024 / nicht qualifiziert
- 2009: 12.441 / nicht qualifiziert
- 2010: 10.815 / 11.003[8]
- 2011: 12.861 / 10.017[8]
- 2012: 14.199 / nicht qualifiziert
- 2013: 15.374 / nicht qualifiziert
- 2014: 16.816 / 13.196
- 2015: 16.013 /